# Monomorium longiceps
Monomorium longiceps är en myrart som beskrevs av Wheeler 1934. Monomorium longiceps ingår i släktet Monomorium och familjen myror. Inga underarter finns listade i Catalogue of Life.